# Радобица
Радобица (слч. Radobica) насељено је мјесто са административним статусом сеоске општине (слч. obec) у округу Прјевидза, у Тренчинском крају, Словачка Република.

## Становништво
| Година:    | 1994. | 2004.   | 2014.   | 2024.   |
| ---------- | ----- | ------- | ------- | ------- |
| Број људи: | 621   | 566     | 555     | 574     |
| Разлика:   |       | -8,85 % | -1,94 % | +3,42 % |

| Година:    | 2023. | 2024.   |
| ---------- | ----- | ------- |
| Број људи: | 580   | 574     |
| Разлика:   |       | -1,03 % |

Према подацима о броју становника из 2011. године насеље је имало 521 становника.